# Церква Христа в Конго
Церква Христа в Конго (фр. Église du Christ au Congo; ECC) — об'єднання 62 протестантських парафій у Демократичній Республіці Конго.

## Протестантський союз
Функціями релігійної інституції є централізоване управління парафіями, а також організація духовних з'їздів і конференцій. Церква функціонує в межах національного «синоду» й виконавчого комітету.
ECC ґрунтується на засадах Єдиної святої католицької апостольської церкви, але також наполягає на принципах «єдності у різноманітті», оскільки лиш е в цьому вбачає можливість поєднання Святого Письма, первинної церкви й африканських традицій.

## Керівництво
Церквою Христа в Конго керує президент, який має ранг єпископа, та два віце-президенти. Чинним главою Церкви є П'єр Маріні Бодхо.